# 2020年東京オリンピックのラトビア選手団
2020年東京オリンピックのラトビア選手団（2020ねんとうきょうオリンピックのラトビアせんしゅだん、ラトビア語: Latvija 2020. gada Tokijas olimpiskajās spēlēs）は、2021年7月23日から8月8日にかけて日本の首都東京で開催された2020年東京オリンピックのラトビア選手団の名簿。

## 概要
新種目バスケットボール3X3男子で金メダルを獲得。初代王者に輝いた。また、重量挙げ男子でも銅メダルを獲得。今大会は計2枚のメダルを獲得した。

## メダル
| メダル | 選手名 | 競技                 | 種目        | 日付    |
| ------ | --- | -------------------- | ----------- | ------- |
| 金     | 3x3男子ラトビア代表： ナウリス・ミエジス カールリス・ラスマニス エドガルス・クルーミンシュ アグニス・チャバルス | バスケットボール     | 男子3x3     | 7月28日 |
| 銅     | アルトゥールス・プレースニエクス                                                                                | ウエイトリフティング | 男子109kg級 | 8月3日  |

## 種目別選手・スタッフ名簿及び成績

### 陸上
以下の選手が出場資格を獲得している。
- ラウラ・イガウネ（英語版）
  - （女子ハンマー投げ）
- リナ・ムゼ（英語版）
  - （女子やり投げ）
- ラウラ・イカウニセ＝アドミディナ
  - （女子七種競技）